# 障害者の日常生活及び社会生活を総合的に支援するための法律

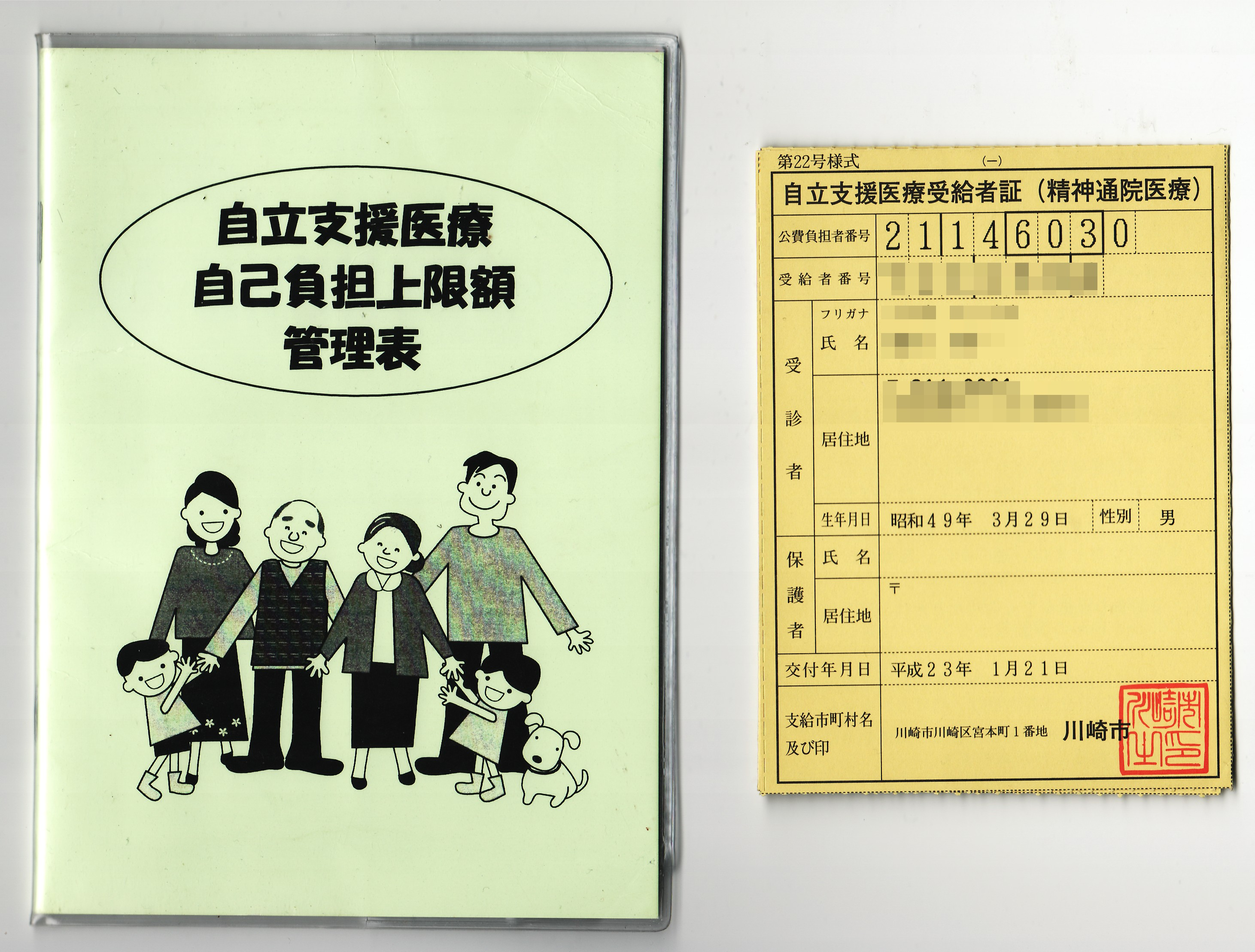
自立支援医療が適用されると、市町村から受給者証と、自己負担上限額管理表が交付される。自立支援医療を受ける際、その都度これらを医療機関・薬局などに提出する必要がある。

障害者の日常生活及び社会生活を総合的に支援するための法律（しょうがいしゃのにちじょうせいかつおよびしゃかいせいかつをそうごうてきにしえんするためのほうりつ、英語: Act on the Comprehensive Support for the Daily and Social Life of Persons with Disabilities、平成17年11月7日法律第123号）は、障害者の総合的な支援に関する日本の福祉法である。障害者総合支援法（しょうがいしゃそうごうしえんほう）と略す。制定時の題名は、障害者自立支援法（しょうがいしゃじりつしえんほう）で、2012年4月1日の改正 で、現在の題名に改題された。
障害者及び障害児が基本的人権を享有する個人としての尊厳にふさわしい日常生活又は社会生活を営むことができるよう、必要な障害福祉サービスに係る給付、地域生活支援事業その他の支援を総合的に行い、もって障害者及び障害児の福祉の増進を図るとともに、障害の有無にかかわらず国民が相互に人格と個性を尊重し安心して暮らすことのできる地域社会の実現に寄与することを目的とする（法1条）。

## 法律構成
出典:
- 第一章　総則（第一条―第五条）
- 第二章　自立支援給付
  - 第一節　通則（第六条―第十四条）
  - 第二節　介護給付費、特例介護給付費、訓練等給付費、特例訓練等給付費、特定障害者特別給付費及び特例特定障害者特別給付費の支給
    - 第一款　市町村審査会（第十五条―第十八条）
    - 第二款　支給決定等（第十九条―第二十七条）
    - 第三款　介護給付費、特例介護給付費、訓練等給付費及び特例訓練等給付費の支給（第二十八条―第三十一条）
    - 第四款　特定障害者特別給付費及び特例特定障害者特別給付費の支給（第三十二条―第三十五条）
    - 第五款　指定障害福祉サービス事業者及び指定障害者支援施設等（第三十六条―第五十一条）
    - 第六款　業務管理体制の整備等（第五十一条の二―第五十一条の四）

  - 第三節　地域相談支援給付費、特例地域相談支援給付費、計画相談支援給付費及び特例計画相談支援給付費の支給
    - 第一款　地域相談支援給付費及び特例地域相談支援給付費の支給（第五十一条の五―第五十一条の十五）
    - 第二款　計画相談支援給付費及び特例計画相談支援給付費の支給（第五十一条の十六―第五十一条の十八）
    - 第三款　指定一般相談支援事業者及び指定特定相談支援事業者（第五十一条の十九―第五十一条の三十）
    - 第四款　業務管理体制の整備等（第五十一条の三十一―第五十一条の三十三）

  - 第四節　自立支援医療費、療養介護医療費及び基準該当療養介護医療費の支給（第五十二条―第七十五条）
  - 第五節　補装具費の支給（第七十六条）
  - 第六節　高額障害福祉サービス等給付費の支給（第七十六条の二）
  - 第七節　情報公表対象サービス等の利用に資する情報の報告及び公表（第七十六条の三）
- 第三章　地域生活支援事業（第七十七条―第七十八条）
- 第四章　事業及び施設（第七十九条―第八十六条）
- 第五章　障害福祉計画（第八十七条―第九十一条）
- 第六章　費用（第九十二条―第九十六条）
- 第七章　国民健康保険団体連合会の障害者総合支援法関係業務（第九十六条の二―第九十六条の四）
- 第八章　審査請求（第九十七条―第百五条）
- 第九章　雑則（第百五条の二―第百八条）
- 第十章　罰則（第百九条―第百十五条）
- 附則

## 法律立案者のねらい
1. 障害者の福祉サービスを一元化
サービス提供主体を市町村に一元化。障害種別（身体障害・知的障害・精神障害）を問わず障害者の自立支援のための共通の福祉サービスは共通の制度により提供
2. 障害者がもっと「働ける社会」に
一般就労へ移行することを目的とした事業（就労移行支援）の創設など、働く意欲・能力のある障害者が企業などで働けるよう、福祉側から支援
3. 地域の限られた社会資源を活用できるように「規制緩和」
市町村が地域の実情に応じて障害者福祉に取り組み、障害者が身近なところでサービスを利用できるよう、空き教室・空き店舗の活用も視野に入れて規制を緩和する
4. 公平なサービス利用のための「手続きや基準の透明化、明確化」
支援の必要度合いに応じてサービスを公平に利用できるよう、利用に関する手続・基準を透明化・明確化する
5. 増大する福祉サービス等の費用を皆で負担し支え合う仕組みの強化
  1. 利用したサービスの量や所得に応じた「公平な負担」
障害者が福祉サービス等を利用した場合、食費等の実費負担や利用サービスの量、所得に応じた応益負担とし、公平な利用者負担を求める
  2. 国の「財政責任の明確化」
福祉サービス等の費用は、これまで国が補助していた在宅サービスも含め、国が義務的に負担する仕組みに改める

## 事業の一覧
詳細は厚生労働省令で定められている。費用は原則9割給付1割自己負担。

### 障害福祉サービス（自立支援給付）
介護の支援を受ける場合には「介護給付」、訓練等の支援を受ける場合は「訓練等給付」に位置付けられ、それぞれ、利用の際のプロセスが異なる。

| 種類                        | 対象者                                                                           | サービス内容 | 備考         |
| --------------------------- | -------------------------------------------------------------------------------- | --- | ------------ |
| 居宅介護（ホームヘルプ）    | 障害支援区分が1以上の障害者                                                      | 居宅などにおける入浴・排せつ・食事の介護など                                                                                           |              |
| 重度訪問介護                | 重度の肢体不自由者で常時介護を要する障害者                                       | 居宅などにおける入浴・排せつ・食事の介護など 外出時における移動中の総合的な介護                                                        |              |
| 同行援護                    | 視覚障害により、移動に著しい困難を有する障害者                                   | 外出時において、当該障害者等に同行し、移動に必要な情報を提供するとともに、移動の援護その他の当該障害者等が外出する際の必要な援助を行う |              |
| 行動援護                    | 知的・精神障害で行動上著しい困難を有する障害者等で、常時介護を要する者           | 当該障害者等が行動時に生じうる危険の回避に必要な援護 外出時における移動中の介護など                                                    |              |
| 療養介護 （医療関連は除く） | 医療を要する障害者で常時介護を要する者                                           | 病院などで行われる機能訓練、療養管理、看護、医学的管理の下における介護・日常生活上の世話                                               | 主に昼間提供 |
| 生活介護                    | 常時介護を要する障害者                                                           | 障害者支援施設などで行われる入浴・排せつ・食事の介護、創作的活動・生産活動の機会など                                                   | 主に昼間提供 |
| 短期入所                    | 居宅において介護者の疾病などで、障害者支援施設などへの短期間入所が必要な障害者等 | 入浴・排せつ・食事の介護など |              |
| 重度障害者等包括支援        | 常時介護を要する障害者で介護の必要性が著しく高い者                               | 包括的な障害福祉サービス（居宅介護など）                                                                                               |              |
| 施設入所支援                | 施設入所障害者                                                                   | 入浴・排せつ・食事の介護など | 主に夜間提供 |

- 特例介護給付費 - 9割給付1割原則自己負担

| 種類                                           | 対象者 | サービス内容 | 備考               |
| ---------------------------------------------- | --- | --- | ------------------ |
| 自立訓練（機能訓練、生活訓練）                 | 地域生活を営む上で身体機能・生活能力の維持・向上等のため、一定の支援が必要な障害者 | 一定期間、自立した日常生活・社会生活を営むための、身体機能・生活能力の維持、向上に必要な支援、訓練など                                         |                    |
| 宿泊型自立訓練                                 | 自立訓練（生活訓練）の対象者のうち、日中、一般就労や障害福祉サービスを利用しているもの等であって、地域移行に向けて居住の場を提供して帰宅後における生活能力等の維持・向上のための訓練その他の支援が必要な障害者               | 一定期間、居室その他の設備を利用させるとともに、家事等の日常生活能力を向上させるための支援、生活等に関する相談及び助言その他の必要な支援を行う |                    |
| 就労移行支援                                   | 一般企業や特例子会社への就職を希望する障害者 | 一定期間、生産活動などの機会提供を通じた、就労に必要な知識・能力を向上させる訓練など                                                           |                    |
| 就労継続支援＜A型（雇用型）、B型（非雇用型）＞ | 一般企業や特例子会社に雇用されることが困難な障害者 | 就労機会を提供 生産活動などの機会の提供を通じた、知識・能力を向上させる訓練など                                                                |                    |
| 就労定着支援                                   | 就労移行支援等を利用した後、一般企業や特例子会社に就職した障害者であって、就労を継続した期間が6ヶ月を経過した障害者 | 一般企業や特例子会社へ就職した人に、就労に伴う生活面の課題に対応するための支援を行う                                                           |                    |
| 自立生活援助                                   | 障害者支援施設若しくは共同生活援助を行う住居等を利用していた障害者又は居宅において単身であるため若しく同居家族等が障害や疾病等のため居宅における自立した日常生活を営む上で各般の問題に対する支援が見込めない状況にある障害者 | 一人暮らしに必要な理解力・生活力等を補うため、定期的な居宅訪問や随時の対応により日常生活における課題を把握し、必要な支援を行う                 |                    |
| 共同生活援助（グループホーム）                 | 地域で共同生活を営むのに支障のない障害者（身体障害者にあっては、65歳未満の者又は65歳に達する日の前日までに障害福祉サービス若しくはこれに準ずるものを利用したことがある者に限る）                                             | 共同生活を営むべき住居で相談など日常生活上の援助                                                                                               | 主に夜間や休日提供 |

- 特例訓練等給付費 9割給付1割原則自己負担
以下のサービスにおいて食事の提供に要する費用、居住若しくは滞在に要する費用その他の日常生活に要する費用または創作的活動もしくは生産活動に要する費用で厚生労働省令で定める費用は支給対象外
  - サービス利用計画作成費
  - 高額障害福祉サービス費
  - 特定障害者特別給付費（一部施設入所者のうち低所得者に対し食費及び家賃を支給する制度）
  - 特例特定障害者特別給付費
  - 自立支援医療費 - 9割給付1割原則自己負担 （食事療養・生活療養については通常生活において必要な費用は除く）
  - 療養介護医療費 - 9割給付1割原則自己負担 （食事療養・生活療養については通常生活において必要な費用は除く）
  - 基準該当療養介護医療費 - 9割給付1割原則自己負担 （食事療養・生活療養については通常生活において必要な費用は除く）
  - 補装具費 - 9割給付1割原則自己負担 所得制限あり

### 地域生活支援事業（地域生活支援サービス）
地域の特性や利用者の状況に応じて柔軟に実施される。
市町村が行う事業（77条）
1. 障害者等の自立した日常生活及び社会生活に関する理解を深めるための研修及び啓発を行う事業（理解促進研修・啓発事業）
2. 障害者等、障害者等の家族、地域住民等により自発的に行われる障害者等が自立した日常生活及び社会生活を営むことができるようにするための活動に対する支援を行う事業（自発的活動支援事業）
3. 障害者等が障害福祉サービスその他のサービスを利用しつつ、自立した日常生活又は社会生活を営むことができるよう、地域の障害者等の福祉に関する各般の問題につき、障害者等、障害児の保護者又は障害者等の介護を行う者からの相談に応じ、必要な情報の提供及び助言その他の厚生労働省令で定める便宜を供与するとともに、障害者等に対する虐待の防止及びその早期発見のための関係機関との連絡調整その他の障害者等の権利の擁護のために必要な援助を行う事業（次号に掲げるものを除く。）＜相談支援事業（1）基幹相談支援センター等機能強化事業（2）住居入居等支援事業（居住サポート事業）＞
4. 障害福祉サービスの利用の観点から成年後見制度を利用することが有用であると認められる障害者で成年後見制度の利用に要する費用について補助を受けなければ成年後見制度の利用が困難であると認められるものにつき、当該費用のうち厚生労働省令で定める費用を支給する事業（成年後見制度利用支援事業）
5. 障害者に係る民法（明治二十九年法律第八十九号）に規定する後見、保佐及び補助の業務を適正に行うことができる人材の育成及び活用を図るための研修を行う事業（成年後見制度法人後見支援事業）
6. 聴覚、言語機能、音声機能その他の障害のため意思疎通を図ることに支障がある障害者等その他の日常生活を営むのに支障がある障害者等につき、意思疎通支援（手話その他厚生労働省令で定める方法により当該障害者等とその他の者の意思疎通を支援することをいう。以下同じ。）を行う者の派遣、日常生活上の便宜を図るための用具であって厚生労働大臣が定めるものの給付又は貸与その他の厚生労働省令で定める便宜を供与する事業
これは「日常生活用具給付等事業」と呼ばれ、痰の吸引器などはこの事業から給付される。「手話奉仕員養成研修事業」も行っている。
7. 意思疎通支援を行う者を養成する事業（意思疎通支援事業）
8. 移動支援事業
9. 障害者等につき、地域活動支援センター及び、その他の厚生労働省令で定める施設に通わせ、創作的活動又は生産活動の機会の提供、社会との交流の促進その他の厚生労働省令で定める便宜を供与する事業（地域活動支援センター機能強化事業）
10. 任意事業 
①日常生活支援（1）福祉ホームの運営（2）訪問入浴サービス（3）生活訓練等（4）日中一時支援（5）地域移行のための安心生活支援（6）相談支援事業所等（地域援助事業者）における退院支援体制確保（7）協議会における地域資源の開発・利用促進等の支援（8）市町村と地域生活定着支援センターの連携強化事業　
②社会参加支援（1）レクリエーション活動等支援（2）芸術文化活動振興（3）点字・声の広報等発行（4）奉仕員養成研修（5）複数市町村による意思疎通支援の共同実施促進（6）家庭・教育福祉連携推進事業　
③就業・就労支援（1）盲人ホームの運営（2）知的障害者職親委託

都道府県が行う事業
地域生活支援事業として、相談業務等のうち、特に専門性の高い相談支援事業その他の広域的な対応が必要な事業として厚生労働省令で定める事業を行うものとする。

### ピアサポート強化事業
当事者組織や当事者の関係できる部分を市区町村単位で助成する仕組み。

## 手続
介護給付費・訓練等給付費などは、市町村に申請して支給決定を受ける必要がある。市町村は審査会の判定に基づいて障害判定区分を認定し、障害判定区分、介護者の状況、障害者（障害児の保護者）のサービス利用に関する意向などを勘案して支給の要否を決定する。
これら決定に不服がある者は、都道府県知事に審査請求をすることで、都道府県の不服審査会を設けることができる。審査請求に対する裁決を得たのち、さらに行政不服審査法による取消訴訟を提起できる（審査請求日から3ヶ月を経ても裁決が出されない場合等も訴訟を提起できる）。

## 歴史
本法の制定前は、障害の種類ごとに身体障害者福祉法・知的障害者福祉法・精神保健福祉法などによって個別に規定されていた。
しかし少子高齢化社会に向け、従来の通院医療費公費負担制度・支援費制度に代わり、受益者負担の原則を導入し、障害者にサービス費用の原則1割負担を求め、障害者の福祉サービスを一元化し、「保護」から「自立」に向けた支援にある。また、同時に日本国政府の財源負担義務を課している。従来の制度と比較して、障害に対する継続的な医療費の自己負担比率が、5%から10%に倍増した。
この制度の導入当時（第3次小泉内閣）の厚生労働大臣であった参院議員尾辻秀久は、ドキュメンタリー番組（NHK教育テレビ、2016年1月16日放送）の中で、「今だから言える話」として、同法制定は、膨らみ続ける支援費制度の費用を『義務的経費』とするための措置であり、障害者に1割負担を求めたのは、抵抗する財務省を納得させるためだったと語っている（同法施行以前は、厚労省担当者が省内を回り、支援費制度のために費用捻出を頼んでいた）。

### 2005年、自立支援法
- 2005年（平成17年）
  - 2月10日、障害者自立支援法案が小泉内閣にて閣議決定、第162回国会に提出。
  - 2月16日、東京都港区芝公園にて、この法律案の反対運動とデモ行進[8]。
  - 7月8日、衆議院厚生労働委員会で、野党の追及により、厚生労働省の「障害者医療等に関わる虚偽データ問題」が発覚。
  - 7月12日、厚生労働省社会保障審議会障害者部会で、厚生労働省が「虚偽データ」を陳謝。
  - 7月13日、衆議院厚生労働委員会・衆議院本会議で可決。
  - 8月8日、参議院に送られるも、郵政民営化に伴う衆議院解散（郵政解散・第44回衆議院議員総選挙）により、一端廃案となる。
  - 10月14日、参議院本会議を通過。
  - 10月31日、衆議院本会議において、自公連立政権の自由民主党・公明党の賛成多数により第163回国会で可決、成立。
- 2006年（平成18年）
  - 4月1日、法律一部施行。
  - 10月1日、法律完全施行。
- 2009年（平成21年）
  - 3月31日、厚生労働省が障害者自立支援法等の一部を改正する法律案を第171回国会に提出[9]。
  - 8月30日、第45回衆議院議員総選挙で自民党・公明党が歴史的大敗。政権交代が起きる。
  - 9月19日、民社国連立政権・鳩山内閣の長妻昭厚生労働大臣は同法の廃止を明言[10]。
  - 12月8日、内閣府に障がい者制度改革推進本部を設置。
- 2010年（平成22年）
  - 4月1日、低所得（市町村民税非課税）の障害者等につき、福祉サービス及び補装具に係る利用者負担を無料化。
  - 12月3日、第176回国会にて、障がい者制度改革推進本部等における検討を踏まえて障害保健福祉施策を見直すまでの間において障害者等の地域生活を支援するための関係法律の整備に関する法律（通称、障害者自立支援法改正案）が成立。法律から「その有する能力及び適性その他能力に応じて」の法文が削除される[11]。

### 2012年、総合支援法
- 2012年（平成24年）
  - 2月10日、野田内閣の閣議にて、障害者自立支援法の廃止を閣議決定。
  - 6月20日、第180回国会にて、地域社会における共生の実現に向けて新たな障害保健福祉施策を講ずるための関係法律の整備に関する法律が、参議院本会議にて可決し成立。これにより、障害者自立支援法から『障害者の日常生活及び社会生活を総合的に支援するための法律』（通称・障害者総合支援法）と名称が変更となった。これにより、法律の理念・目的が変更となったが、旧障害者自立支援法での法文や骨格は変わらず。
- 2013年（平成25年）
  - 4月1日から、障害者の日常生活及び社会生活を総合的に支援するための法律が施行。法律施行三年後を目処として、法律の見直し規定がある。総合支援法の部分施行が始まる。障害者の範囲に難病等が加わった[12]。
- 2015年（平成27年）
  - 1月1日から、対象となる疾病を151疾病へと拡大した[13]。
  - 7月1日から、対象となる疾病を332疾病へと拡大した[14]。
- 2016年（平成28年）
  - 3月1日 - 障害者総合支援法改正案が安倍内閣で閣議決定。
  - 6月3日 - 第190回国会にて、改正障害者総合支援法が成立（平成28年6月3日法律第65号）。児童福祉法等の一部を改正する法律が平成29年4月1日から施行、改正法は平成30年4月1日に施行。法律施行三年後を目処として、法律の見直し規定がある。
- 2017年（平成29年）
  - 4月1日から、対象となる疾病を358疾病へと拡大した[15]。

## 批判
- 2003年（平成15年）度の「支援費制度」施行から僅か3年で、応益負担を基本とする障害者福祉制度の根幹に関わる変更を加えた、厚生労働省の法律案提出から、小泉内閣での閣議決定までの流れもあり、施行当初から「支援費制度」を利用していた障害当事者の困惑・抗議・批判は大変なものであった。たとえば「法案が通ってしまったら、次の日から生活出来無くなる」との脊髄性筋萎縮症患者女性の批判が取り上げられたが[8]、当時郵政民営化問題を大きく報道していた日本のマスメディアは、この法律案の存在や問題点の報道をほとんどせず、フジテレビ（FNN）の報道番組『ニュースJAPAN』が、批判的見地から「シリーズ・時代のカルテ『障害者の自立を考える』」で特集し、取り上げたのがほぼ唯一目立つ程度であった[16]。
- フリージャーナリストの古川利明は、山田直樹の論文を引用して、障害者自立支援法を批判。自公連立政権は障害者を虐げ、自己責任論を振りかざし、応能負担は「取れる所から取る」理屈で、支援費制度廃止は国家財政負担を減らす事で、厚労省は実に熱心であると批判。障害者の圧倒的多数は月額7〜8万円の障害基礎年金に依存しているのに、法案の目的とは裏腹に、障害者の生活を脅かし自立を打ち砕く「天下の悪法そのものだ」と言い切り、「福祉の公明党」は明らかな戦犯であり、これは「障害者自立支援法案」ではなく『障害者自立阻害法案』だ、と断罪している[17]。
- 障害者自立支援法が一部施行された2006年（平成18年）4月1日から、国会でも障害者の利用者負担が問題視され、法施行初年度から利用者の負担軽減策、事業者に対する「激変緩和措置」を取らざるを得なくなった[18]。
- 2019年7月30日、第25回参議院議員通常選挙で初当選した重度の身体障害がある、れいわ新選組の舩後靖彦・木村英子が、通勤・就労の「経済活動」をしている間は、介助費用が公費補助の対象外となることから、議員活動をする際、公費補助のある『重度訪問介護サービス』を使って就労することを要望したが、厚生労働省が難色を示し、当面は参議院が費用を負担することが決まった[19]。同年8月1日の第199回国会（臨時会）初登院で、「この大きな問題を改善していくために、国会の中で頑張って取り組んでいきたい」と意気込みを語った[20]。

### 障害者自立支援法違憲訴訟
応益負担の実施により、障害が重い障害者ほどサービスを受けると、結果として受けたサービス分（1割負担）を支払わなければならない。この為、一部の障害者は「日本国憲法第13条・第14条・第25条で保証された生存権の侵害」 として、全国の地方裁判所にて集団訴訟を起こしていた。もし、サービス負担費用が支払えなくなる事態になると、結果として区市町村の地方公共団体に対し生活保護の申請をしなければならなくなるという、「障害者の自立」という法律の趣旨から逸れる事態になっている。
しかし、障害者自立支援法違憲訴訟については、2010年（平成22年）1月7日、原告団・弁護団と厚生労働省が基本合意文書を取り交わし、訴訟は和解へと動き始めている。障害者自立支援法違憲訴訟団は、以下の要望書を鳩山由紀夫内閣総理大臣と長妻昭厚生労働大臣に提出している。4月23日に「国が障害者の尊厳を深く傷つけた」と厚生労働省が謝罪する和解条項が裁判所で成立した。和解の基本合意文書の第一項に「国（厚生労働省）は、速やかに応益負担（定率負担）制度を廃止し、遅くとも平成25年8月までに、障害者自立支援法を廃止し新たな総合的な福祉法制を実施する。そこにおいては、障害福祉施策の充実は、憲法等に基づく障害者の基本的人権の行使を支援するものであることを基本とする。」との合意内容があり、2012年（平成24年）に障害者自立支援法から障害者総合支援法に改正された。
1. 障害福祉制度の根本問題
  1. 契約制度のもつ根本的問題の解消
  2. 介護保険優先原則（障害者自立支援法第7条）の廃止に向けた抜本的見直し
  3. 扶養義務の見直し
  4. 障害者福祉の社会資源の充実、基盤整備
  5. 障害者の所得保障
  6. 社会参加支援の充実
  7. 障害者のニーズにあった補装具支給制度の抜本的見直し
2. 利用者負担の問題
  1. 障害福祉施策は人権保障として実施されるべきことに鑑みれば、障害があることを理由とする利用者負担をするべきではありません。
  2. 収入認定の見直し
3. 緊急課題
  1. 実費自己負担の廃止
  2. 報酬支払い
  3. 就労移行支援の期限の廃止
  4. 地域生活支援事業の地域間格差の解消
4. 当事者参加と検証
  1. 利用者負担を理由に退所していった利用者の実態調査
  2. 新法制定過程の障害当事者の参画
  3. 新法制定過程での私たちの参画
  4. 検証会議の立ち上け